# その魔球に、まだ名はない

『その魔球に、まだ名はない』 (そのまきゅうにまだなはない、Out of left field) はエレン・クレイジスによるアメリカ合衆国の児童文学作品。歴史小説シリーズである The Gordon Family Saga の3作目であり、本作では架空の少女の目を通して現実のアメリカにおける女性野球選手の歴史を概観する。
ニューヨーク歴史協会児童歴史図書賞およびオハイオアナ図書賞ミドルグレード・アンド・ヤングアダルト(高学年以上)部門受賞作品。

## あらすじ
時は1957年。ナックルボールにカーブを組み合わせた変化球を操る小学4年生のゴードンは、草野球でバッテリーを組む日系人の少年ピーウィーと連れ立ってリトルリーグ所属チームのトライアウトを受け、共に合格する。しかし、とある理由でゴードンのチームへの加入は取り消されてしまう。ゴードンは女性であり、当時のリトルリーグは女子選手の加入を認めていなかったのである。
弁護士からの助言を受けて、ゴードンは自分にレギュラー選手としての試用期間を与えるよう願う手紙をリトルリーグの本部に送るが、返って来たのは断固とした謝絶であり、しかも代替案として売店ボランティアやチアリーダーとしての参加を提案するという、かえってゴードンの神経を逆なでする内容であった。
ところが、親友の少女ジュールズが、リトルリーグからの返事の「団体競技としての野球は、当初からずっと男子専用のスポーツであり、それはこれからも変わりません」という一節を逆手に取り、過去に女性野球選手が実在したと証明すればリトルリーグ側の主張を覆せるのではないかというアドバイスを与えたことから、事態は進展を見せる。アドバイスに発奮したゴードンは大学教授である両親譲りの調査能力を発揮し、また奇縁にも恵まれて、ベーブ・ルースやルー・ゲーリッグから三振を奪ったジャッキー・ミッチェルや、陸上競技の金メダリストでもあるベーブ・ザハリアスといった女性選手たちの記録を次々に掘り起こしていく。加えて、かつて全米女子プロ野球リーグが存在していた事実にたどり着いたが、女性にプロ野球への門戸を開いたこのリーグ内の、人種差別やルッキズムと言ったまた別の差別の横行も併せて知るのだった。
こうして調べ上げた結果を学校の課題として発表したゴードンは担任から極めて高い評価を受け、そのレポートが学校の廊下に展示される。さらにはこれを偶然目にした新聞記者であるジュールズの父親がゴードンに取材して記事を書きあげ、これを新聞の女性欄へと掲載し、ゴードンのレポートは人々の知るところとなった。
ゴードンはこの新聞記事の切り抜きを添えて、女性野球選手たちは実際には存在し、自身がリトルリーグでプレイできない理由もない旨を手紙にしたためて、再びリトルリーグへと送信する。彼女の熱意はリトルリーグ側の態度を軟化させ、1959年に開かれる次回の理事会では性別に関するルールの変更を議論するという約束を引き出すに至る。しかし、これは同時にゴードンがリーグに加入できる小学生の間にはルールは改変されないことも意味していた。こうしてゴードンが起こした波紋は、新聞記事を通じて彼女に憧れた後輩の少女が草野球のチームに加入してくるという小さな実を結んで、物語は終わる。